# Мусави, Абдулрахим
Абдулрахи́м Мусави (перс. سید عبدالرحیم موسوی‎; род. 1960, Кум, Иран) — иранский военачальник, генерал-майор, начальник Генерального штаба Вооружённых сил Ирана с 13 июня 2025 года. Главнокомандующий Армией Исламской Республики Иран (21 августа 2017 — 13 июня 2025).
С сентября 2005 года — начальник штаба регулярной армии Вооружённых сил Ирана.
В августе 2008 года назначен заместителем командующего Сухопутными силами Вооружённых сил Ирана. До этого назначения он занимал должность координатора иранской армии по связям с прессой.
13 июня 2025 года Хаменеи назначил Мусави начальником Генерального штаба Вооружённых сил Ирана после убийства его предшественника Мохаммада Багери в результате израильских ударов по Ирану в июне 2025 года.